# Sven Jodts
Sven Jodts, né le 14 octobre 1988 à Furnes, est un coureur cycliste belge.

## Palmarès
- 2006
  - 2e du Trophée des Flandres
- 2007
  - 5e étape du Tour de la province de Liège
  - 3e étape du Triptyque des Barrages
- 2008
  - 4e étape du Tour du Haut-Anjou
  - 2e de Hasselt-Spa-Hasselt
- 2009
  - Omloop van de Grensstreek
  - 3e étape du Tour de Moselle
  - 2e du championnat de Flandre-Occidentale sur route espoirs
- 2010
  - Champion de Flandre-Orientale du contre-la-montre espoirs
  - Circuit du Westhoek
  - 8e étape du Tour de Normandie
  - Internationale Wielertrofee Jong Maar Moedig
  - 3e de Bruxelles-Opwijk
- 2011
  - 3e de la Beverbeek Classic

## Classements mondiaux
| Année           | 2007 | 2008 | 2009 | 2010 | 2011 |
| --------------- | ---- | ---- | ---- | ---- | ---- |
| UCI Europe Tour | 967e | 974e | 968e | 319e | 530e |